# Derecho estatutario
El derecho estatutario, ley orgánica o derecho escrito es ley escrita promulgada por un organismo del poder legislativo. Esto se opone al derecho oral o consuetudinario; o ley reglamentaria promulgada por el ejecutivo o la ley común del poder judicial. Los estatutos pueden tener su origen en las legislaturas nacionales, estatales o regionales o en los municipios.
En países con sistema de derecho civil, el término derecho estatutario se aplica al derecho derivado de los estatutos que establecen una organización administrativa y en particular en España se aplica al derecho derivado de los estatutos de autonomía.
Esta distinción del derecho estatutario como proveniente de un estatuto (con el significado que tenga estatuto en cada sistema legal) frente a las demás fuentes del derecho, también se aplica a los derechos subjetivos (o sea, de las personas) que se derivan de un estatuto en contraste con los derechos subjetivos que son reconocidos por otras fuentes.
Así, en España, son también derechos estatutarios de los ciudadanos españoles los derechos subjetivos reconocidos por los estatutos de autonomía. En el estatuto de Cataluña de 2006 están recogidos en el título primero y se prevé la garantía por el Consejo de Garantías Estatutarias y el Tribunal Superior de Justicia de Cataluña. En el estatuto de las Islas Baleares de 2007 se recogen en los artículos 13 a 28, y el estatuto de la Comunidad Valenciana de 2006 se recogen algunos derechos estatutarios pero de forma dispersa.

## Publicación y organización, ley codificada

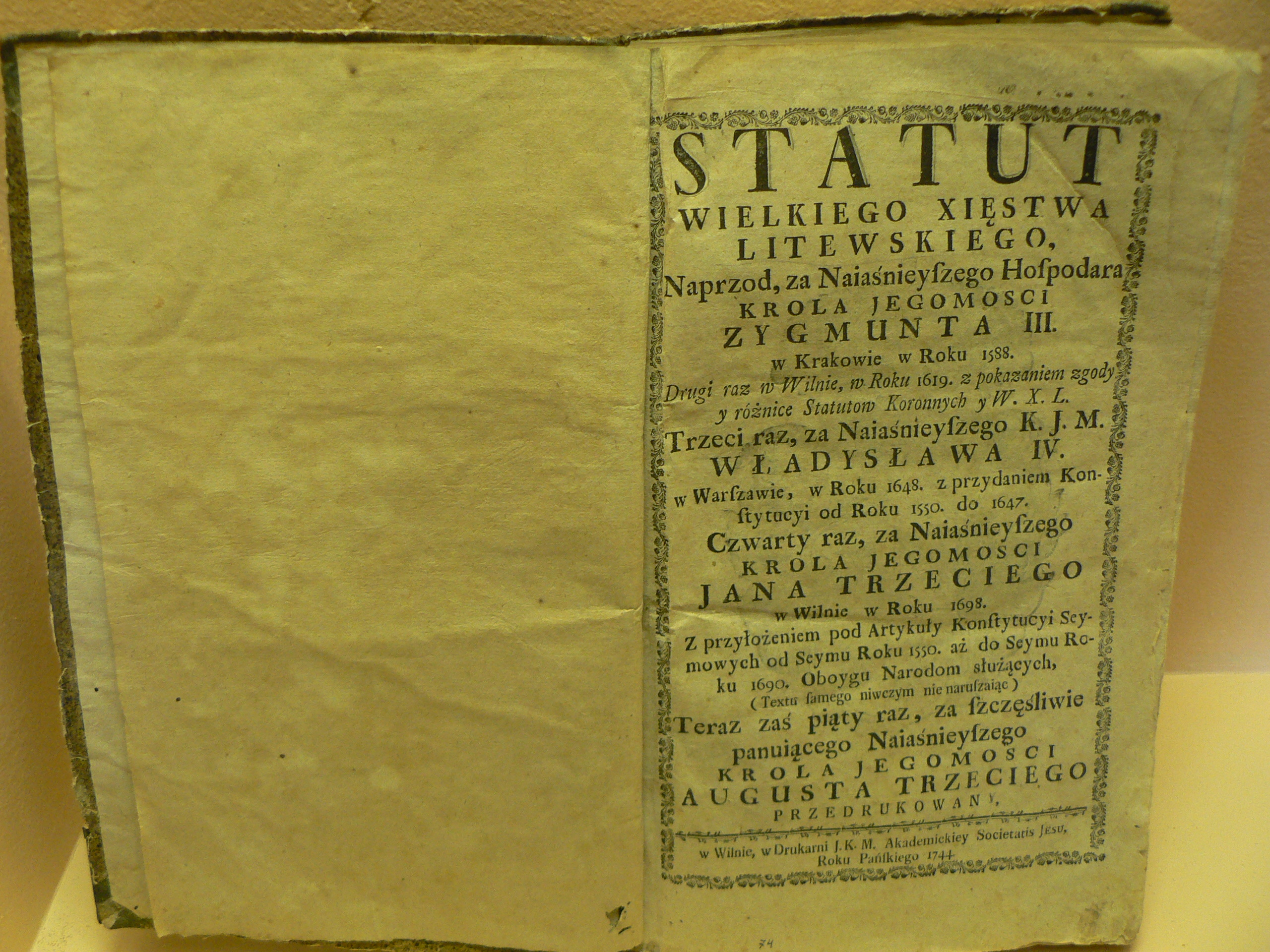
Estatuto del Gran Ducado de Lituania, escrito en polaco.

En casi todos los países, las leyes promulgadas recientemente se publican y distribuyen para que todos puedan consultarlas. Esto puede hacerse en forma de un boletín oficial que puede incluir otros tipos de avisos legales publicados por el gobierno, o en forma de una serie de libros cuyo contenido se limita a los actos legislativos. En cualquiera de las dos formas, las leyes se publican tradicionalmente en orden cronológico según la fecha de promulgación.
Un problema universal con el que se han encontrado los legisladores a lo largo de la historia de la humanidad es cómo organizar las leyes publicadas. Estas publicaciones tienen la costumbre de comenzar siendo pequeñas pero crecer rápidamente con el tiempo, a medida que se promulgan nuevas leyes en respuesta a las exigencias del momento. Al final, las personas que intentan encontrar la ley se ven obligadas a revisar una enorme cantidad de leyes promulgadas en varios momentos para determinar qué partes siguen en vigor.
La solución adoptada en muchos países es organizar el derecho estatutario existente en disposiciones temáticas (o "codificado") dentro de publicaciones llamadas códigos, y luego asegurarse de que las nuevas leyes se redacten de manera coherente de modo que agreguen, modifiquen, deroguen o muevan varias secciones del código. A su vez, en teoría, el código reflejará de ahí en adelante el estado acumulativo actual del derecho estatutario en esa jurisdicción. En muchas naciones, el derecho estatutario se distingue del derecho constitucional y está subordinado a él.
El término ley codificada se refiere a los estatutos que han sido organizados ("codificados") por materia; en este sentido más estricto, algunos estatutos, pero no todos, se consideran "codificados". Todo el cuerpo del estatuto codificado se denomina "código", como el Código de los Estados Unidos, el Código revisado de un estado de EE. UU. como Ohio o el Código de derecho canónico. Las disposiciones sustantivas de la Ley podrían codificarse (ordenadas por materia) en uno o más títulos del Código de los Estados Unidos, mientras que las disposiciones de la ley que no hayan alcanzado su "fecha de vigencia" (que permanezcan sin codificar) estarán disponibles por referencia a los Estatutos de los Estados Unidos en general. Otro significado de "ley codificada"derecho consuetudinario en un área determinada del derecho y lo pone en forma de estatuto o código.

## Significados alternativos

### Derecho internacional
El término estatuto también se utiliza para referirse a un tratado internacional que establece una institución, como el Estatuto del Banco Central Europeo, así como a un protocolo de los tribunales internacionales, como el Estatuto de la Corte Internacional de Justicia y el Estatuto de Roma de la Corte Penal Internacional. Estatuto es también otra palabra para ley. El término fue adaptado de Inglaterra alrededor del siglo XVIII.

### Estatutos de autonomía
En las comunidades autónomas de España, un estatuto de autonomía es un documento legal similar a la constitución de un estado federado, salvo que es promulgado por la legislatura nacional, en lugar de la comunidad autónoma que gobierna. Los estatutos de autonomía en España tienen el rango de ley orgánica, una categoría de legislación especial reservada solo para las principales instituciones y cuestiones y mencionadas en la constitución (el instrumento legal de mayor rango en España). Las leyes orgánicas se ubican entre la constitución y las leyes ordinarias. El nombre fue elegido, entre otros, para evitar confusiones con el término constitución (es decir, la constitución española de 1978).

## Derecho privado (derecho particular)
Otro ejemplo de estatutos que normalmente no están codificados es un "derecho privado" que puede originarse como un proyecto de ley privado, una ley que afecta solo a una persona o un pequeño grupo de personas. Un ejemplo fue el divorcio en Canadá antes de la aprobación de la Ley de divorcio de 1968. Si no estaba disponible por medios administrativos o judiciales, era posible obtener un divorcio legislativo mediante una solicitud al Senado de Canadá, que revisaba e investigaba las peticiones de divorcio, que luego serían sometidas a votación por el Senado y posteriormente convertidas en ley.
En el Parlamento del Reino Unido, los proyectos de ley privados se utilizaron en el siglo XIX para crear corporaciones, otorgar monopolios y prestar atención a los individuos para que el parlamento los considere más a fondo. El gobierno también puede tratar de tener un proyecto de ley presentado extraoficialmente por un diputado a fin de no crear un escándalo público; estos proyectos de ley también pueden ser presentados por la oposición leal : miembros del partido o partidos de oposición. A veces, la factura de un miembro privado también puede tener aspectos de factura privada , en tal caso, la legislación propuesta se denomina proyecto de ley híbrida.

## Ley estatutaria y derecho consuetudinario
La ley estatutaria se complementa con el derecho consuetudinario (en inglés: common law): la actividad de aplicación de la ley de los tribunales que, a través de precedentes judiciales, interpreta las normas legales existentes o llena los vacíos en la ley. En el sistema legal estadounidense, un estatuto es un acto escrito, un organismo con poder legislativo (federal o estatal), que algo "proclama, permite u ordena" en la forma prescrita por la ley. La ley estatutaria es una fuente escrita que expresa “la voluntad del legislador, consagrada en las formas y procedimientos previstos por la constitución”. Según algunos investigadores, en un sentido amplio, los conceptos de "estatuto" y "ley estatutaria" abarcan los actos jurídicos, incluidos los emitidos por las autoridades ejecutivas. En este caso, se oponen a los actos del poder judicial - precedentes. En los Estados Unidos, la ley estatutaria a menudo se extiende a los actos legislativos, mientras que "legislación" - en un sentido amplio - significa fuentes tan diversas como constituciones (federales, estatales), tratados, normas administrativas. Al mismo tiempo, muchos niegan la validez de atribuir las constituciones a la ley estatutaria, y algunos investigadores las llaman "cuasi-estatutos". Sin embargo, según el punto de vista más común entre los juristas estadounidenses, las constituciones no pertenecen al derecho escrito.

## Diferencias entre el Derecho estatutario y el Derecho administrativo en EE.UU.
En Estados Unidos las agencias ejecutivas crean derecho administrativo para supervisar a las agencias del gobierno. Diferentes departamentos, oficinas y agencias crean, dirigen, supervisan y aplican sus propias políticas legislativas especiales.
Algunos ejemplos de este tipo de agencias son la Administración de Alimentos y Medicamentos (FDA), la Agencia de Protección del Medio Ambiente (EPA), el Servicio de Impuestos Internos (IRS), la Administración de Seguridad y Salud Ocupacional (OSHA), la Oficina Federal de Investigación (FBI), el Servicio de Parques Nacionales (NPS), y muchos más.
Por lo tanto, las leyes administrativas son las políticas que crean y aplican, como las normas de caza establecidas por el Servicio de Parques Nacionales o las normas alimentarias elaboradas por la Administración de Alimentos y Medicamentos.
Las leyes administrativas también desempeñan una función crucial en la sociedad. Orientan a los organismos públicos y garantizan que se establezcan los controles y equilibrios adecuados. Como ejemplo el Servicio de Parques Nacionales de EE. UU., del que existen leyes administrativas que regulan las actividades que se pueden realizar en los Parques Nacionales.
Por otro lado, la propia agencia también necesita ser gobernada. Este sistema está diseñado para garantizar que los ciudadanos reciban un trato justo y equitativo.

## Francia
En Francia en la actualidad, casi el 50% de las leyes que se aprueban cada año en Francia son leyes destinadas a la ratificación o aprobación de convenios internacionales, mientras que estos últimos representaban menos del 20% del número total de leyes bajo la presidencia del general François de Gaulle. Además, entre el otro 50% de leyes que no tienen por objeto autorizar la ratificación de tratados internacionales, cabe destacar la creciente importancia de las normas europeas transpuestas (directivas europeas) por el legislador francés. El volumen de leyes aprobadas en Francia se ha cuadriplicado en 35 años. En materia penal en particular, las leyes se han multiplicado desde la entrada en vigor del nuevo código penal y del código de procedimiento penal. Según Béatrice Penaud, secretaria general adjunta de FO Magistrats, esta proliferación de textos a veces atenta contra la propia autoridad de la ley.

## Reino Unido
La ley se distingue del derecho cuando emana del Parlamento (ley estatutaria, statute law). Aunque ya en 1610 se juzgaba que el juez no debía aplicar una ley contraria a la razón, hoy se acepta que "a diferencia del legislador americano cuyas leyes están sujetas al control constitucional, el Parlamento británico no ve su soberanía limitada reconocida por ningún texto".  "Desde el punto de vista del derecho constitucional, lo que el Parlamento haya prescrito tendrá fuerza de ley". En el derecho consuetudinario, históricamente, el juez era todopoderoso a la hora de crear el estándar legal. Esto se consigue ahora mediante la aplicación por parte del juez de la ley o de sus reglamentos de aplicación. En términos de derecho internacional, los convenios internacionales son transpuestos por el legislador tal como están o con una redacción diferente. El juez tendrá que aplicar esto último.
El derecho británico es el conjunto de diferentes sistemas jurídicos aplicados en el Reino Unido: el derecho de Inglaterra (incluido el derecho galés), que se aplica en Inglaterra y Gales (jurisdicción de Inglaterra y Gales), caracterizado por el derecho consuetudinario o common law (véase también Derecho anglosajón); El derecho escocés, cuya autonomía está garantizada por el Acta de Unión de 1707 y que se caracteriza por un sistema mixto de derecho consuetudinario o common law y derecho civil (véase también Derecho continental; Por último, la legislación de Irlanda del Norte que existe desde la Ley de Gobierno de Irlanda de 1920.
Inglaterra promulgó por ejemplo el habeas corpus en 1679.

## Suiza
En Suiza, las leyes son creadas por las dos cámaras federales, el Consejo Nacional y el Consejo de Estados. Los políticos pueden, mediante postulados, crear leyes. Primero se analizan en comisiones, luego deben ser revisados por las dos cámaras. Una ley sólo puede entrar en vigor con la mayoría de ambas cámaras.
Cuando la Asamblea Federal modifica un artículo de la Constitución Federal, dicha ley queda automáticamente sujeta a referéndum obligatorio. La mayoría de las leyes pueden ser impugnadas por el pueblo mediante referendos opcionales. El pueblo también puede crear leyes, gracias a la democracia semidirecta, mediante iniciativa propia, reuniendo más de 100.000 firmas y debiendo obtener una doble mayoría en las urnas.